# Endre Wolf
Endre Wolf (Budapest, 6 de noviembre de 1913 – 29 de marzo de 2011) fue un violinista clásico húngaro. Interpretó obras de Pyotr Ilyich Tchaikovsky, Mozart, Johann Sebastian Bach, Beethoven entre muchos otros.

## Biografía
Wolf procedía de una familia de judíos ucranianos de Chernivtsi aunque nació y creció en Hungría. Su madre era costurera y su padre relojero. Cuando tenía cuatro años, Wolf convenció a sus padres para que le compraran un violín y tuvo como a profesor al conocido músico húngaro Jenő Hubay junto a Leó Weiner. Recibió su educación musical en la Academia de Música Ferenc Liszt y en 1936 se le ofreció un puesto en la Orquesta Sinfónica de Gotemburgo en Suecia]. La policía húngaro se negó a darle un pasaporte pero después de que su tía les mostrara una carta de Gotemburgo diciéndoles, "Aquí hay otra oportunidad para deshacerse de un judío", se le permitió dejar Hungría para irse a la neutral Suecia y posteriormente al Reino Unido después de la guerra.
Entre 1954 y 1964, Wolf fue profesor en la Academia de la Música en Manchester y fue elegido en la Royal Academy of Music de 1973. Hizo sus actuaciones en el Henry Wood Proms y en el Royal Albert Hall. Endre Wolf tocaba un violín de Omobono Stradavari. Se casó en dos ocasiones, la primera con una mujer alemana llamada Antoinette y la segunda con la violinista Jennifer Nuttall-Wolf que fue profesora en la Malmö Academy of Music. Wolf died in Sweden in 2011, aged 97.